# بلدة أركاديا (مقاطعة مانيستي)
أركاديا، مقاطعة مانيستي (بالإنجليزية: Arcadia Township, Manistee County, Michigan)‏ هي بلدة تقع بولاية ميشيغان في الولايات المتحدة. تبلغ مساحتها 49.1 (كم²)، وترتفع عن سطح البحر 219 م، بلغ عدد سكانها 621 نسمة في عام تعداد الولايات المتحدة 2000 حسب إحصاء مكتب تعداد الولايات المتحدة وتصل الكثافة السكانية فيها 12.9 نسمة/كم2.

## وصلات خارجية
- The US50 - Cities and Towns in Michigan State
- Michigan Cities and Towns, Facts, Map, Flag, Colleges, Government, and More